# 戚继光
戚繼光（1528年11月12日—1588年1月17日），字元敬，號南塘、孟諸，山東登州人，明朝將領。戚繼光出身軍戶，奉命戍守浙江和福建十多年，招募士兵組成戚家軍，練兵嚴格，軍法嚴厲，創立新戰術，注重武藝訓練，多次擊敗倭寇，肅清閩浙的倭亂，戰蹟彪炳，從參將多番轉遷，升任福建總兵。後來戚繼光受命鎮守北方邊境防範蒙古，得到首輔張居正和兵部尚書譚綸的信任，擔任薊州總兵十四年，重修長城，建造塔樓加強防務，官拜左都督，加封少保兼太子太保，地位顯赫。張居正過世後，戚繼光屢次被參劾，退休回鄉，晚境淒涼。
戚繼光兵書著稱於後世，著有《紀效新書》與《練兵實紀》，詳細記述其行軍練兵的經驗與戰術。後世也將戚繼光譽為抗倭功臣、一代名將。

## 家族
戚繼光出生於軍戶家庭，六世祖戚詳是安徽定遠縣人，跟隨朱元璋作戰，1382年左右戰死於雲南，追授世襲山東登州衛指揮僉事。戚繼光父親戚景通承襲祖職，1528年55歲時生下戚繼光，1535年升任京師神機營副將。戚繼光弟弟戚繼美也從軍，1582年任職貴州總兵。:307、311

## 生平

### 早年
戚繼光年少時自父親戚景通學習詩書禮儀和兵法戰略，1544年父親過世，戚繼光承職父職。1548年至1552年間，他奉命率領登州衛所士兵遠戍北京東北的薊門，春去秋歸，每年一次。1549年，他考中山東武舉，次年入京會試落第，因事暫留京城。當時正逢蒙古入侵，進逼北京，戚繼光參與守城，並上書明世宗，陳述與蒙古作戰與防禦對方再次入侵的方略:307。當時戚繼光獲計士元、劉瑤、阮鶚等多位官員舉薦，頗孚眾望:134-135。1553年戚繼光26歲時，獲任命為山東都指揮僉事，負責防範山東沿海的倭寇。他嚴格執行軍紀，嚴懲不聽令的部下，以紀律嚴明著稱。:307-308

### 鎮守南方

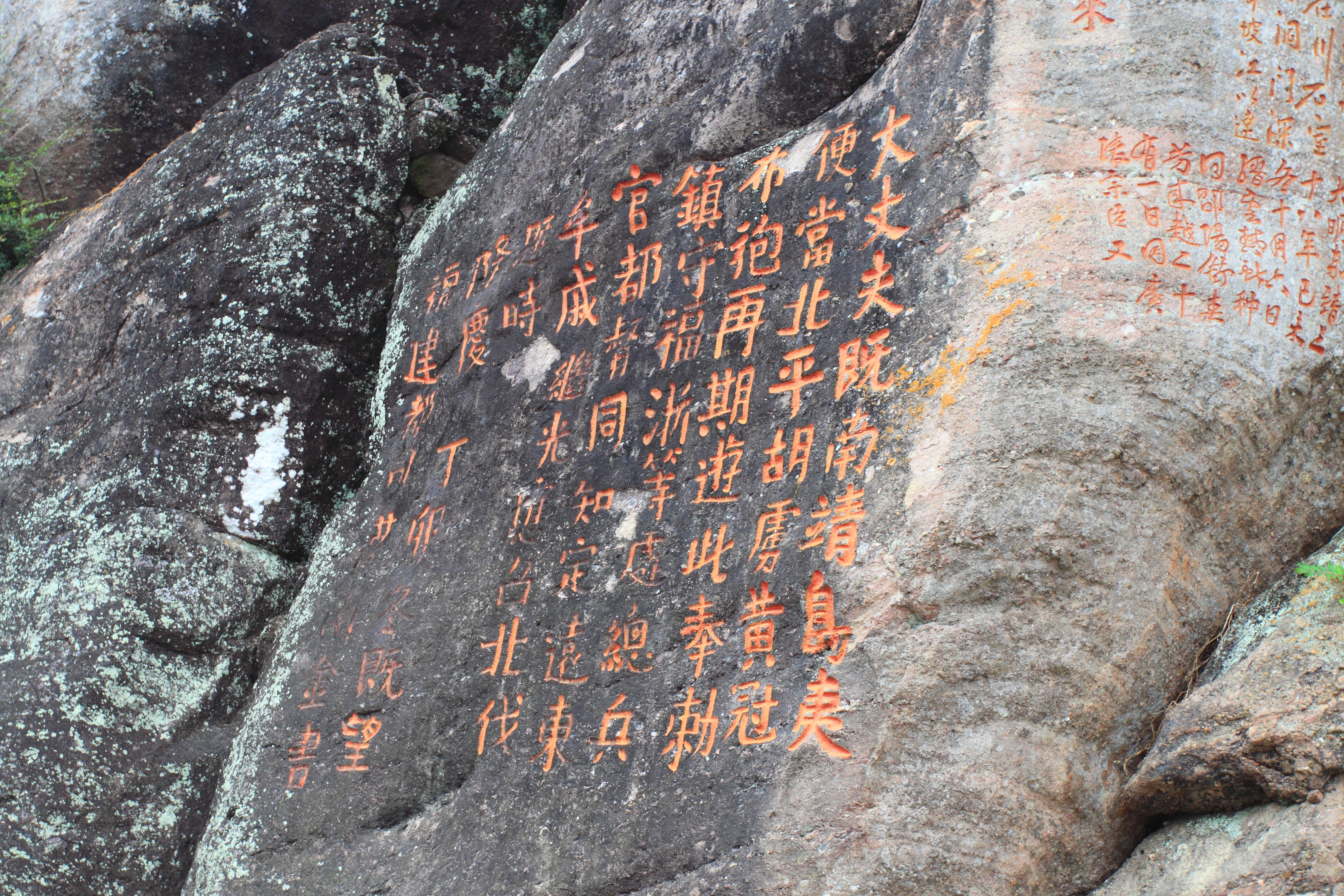
1567年，戚繼光應召北上，在武夷山留下的摩崖題刻

1553至1566年，是東南沿海倭寇為禍最烈的時期:17。當時浙江倭寇肆虐，朝廷選派有才能的將領前往浙江，增強當地軍力:308。1555年，戚繼光調任浙江，擔任浙江都司僉書，負責屯田事宜，次年受浙江總督胡宗憲賞識，升任參將:128，負責防御錢塘江以東地區，並支援寧波、紹興、台州三府。他與台州知府譚綸一同訓練當地軍隊對抗倭寇。譚綸很賞識戚繼光，從此一直把戚繼光留在左右。戚繼光計劃訓練鄉勇以抵御倭寇，得到胡宗憲批准後，他開始招兵，1557年，在紹興招募了三千多人進行訓練。1558年，戚繼光在舟山群島抵抗王直养子:545，沒有成功。他發現將城市人訓練為精兵實在困難，決定只訓練農村青年:308。1559年，官兵進攻浙江岑港的倭寇巢穴，久而無功，戚繼光和俞大猷雖然沒有參與戰鬥，卻被降職，受令限一個月內蕩平岑港，否則帶至京城問罪:128-129。之後戚繼光受命負責訓練來自義烏的三千多名志願者，創立新的陣形「鴛鴦陣」:308。戚繼光有感當時官兵漫無紀律，猶如烏合之眾，旗號猶如兒戲，練兵特別注重軍紀、戰術、戰技、偵察及培養士兵的戰鬥精神:180、186、188。這支軍隊後來以戚家軍聞名，有效打擊倭寇:546。
1560年3月，戚繼光恢復參將職位，統轄台州、嚴州和金華三地軍務，繼續訓練士兵。次年，倭寇大舉入侵台州沿海，戚繼光領兵抗擊，一個月內九戰九勝，倭寇幾乎全部殲滅，而戚家軍傷亡極少。立功後，戚繼光升任為都指揮使，名聲大震，江西官員向朝廷要求派他前往江西鎮壓叛亂。1561年11月，他率兵前往江西，不出一個月就凱旋，江西人見識到一支紀律嚴明、給養充足，領導有方、作戰有素、富有默契的軍隊:309。1557年倭寇首領王直被捕後，餘黨由舟山群島南遷，為禍福建和廣東:152。1562年6月，戚繼光率軍援救福建以抵御倭寇，多次戰勝後返回浙江。12月，倭寇援兵大量抵達，攻陷福建各地，包括平海衛城和興化府城:309。倭寇之亂以來，這是第一次連府城也淪陷，遠近震動:204。次年初，戚繼光獲任命為副總兵，負責福建北部沿海防務；譚綸獲任命為巡撫，提督福建軍務。二人齊心協力，重挫倭寇，在5月時收復平海和興化:309，並摧毀倭寇在福建沿海最後的基地:547。
1563年，戚繼光升任為都督同知，年底被召回福建，升任總兵，統領閩浙兩省軍務。次年追擊在福建與倭寇勾結的寇賊吳平，一直追至廣東:125-126。戚家軍是長勝部隊，勝利紀錄無出其右。其他官兵幾個月都無法解決的倭寇據點，戚家軍可以在幾小時內攻克:155、157。戚繼光平倭有功，不僅取決於訓練精良，還在於守備有方，能與其他官員齊心合力。他從受倭寇侵略的地區招募鄉勇，並在當地知縣支持下，給予鄉兵豐厚軍餉。由於訓練有素，士兵勇敢作戰，不會膽怯退縮。戚繼光和福建巡撫譚綸和監軍汪道昆密切配合，到1567年，已將福建沿海倭寇肅清:309。

### 鎮守北方

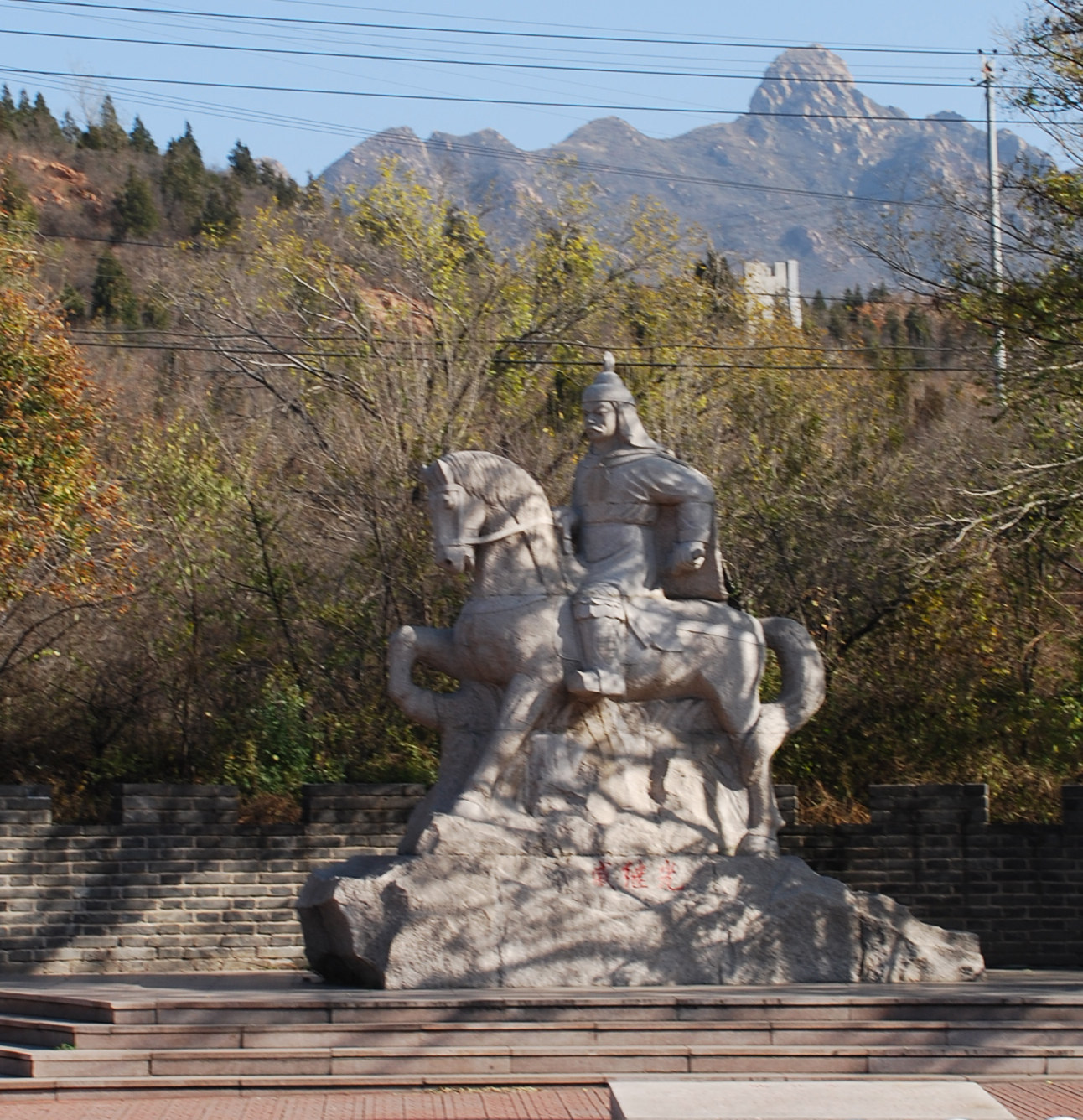
在八達嶺的戚繼光像

明朝開始重視北方邊防，戚繼光被召到北京，負責到京城北部訓練軍隊。離開閩浙前，他把自己出色的舊部皆委以軍事重任。1567年戚繼光到達北京後，獲任命為禁軍神機營副將，這是他父親曾擔任過的職位。他自覺無用武之地，請求負責薊州、遼東、昌平和保定地區的防務。譚綸比戚繼光先入京，擔任薊遼總督，極力推薦戚繼光。1568年5月，戚繼光受命總理薊州、昌平和保定三地防務，次年又兼任薊州總兵。1570年，譚綸由薊遼總督轉任兵部尚書，戚繼光則仍留守薊州，其後輔佐了四任總督。戚繼光訓練一支作戰有方的軍隊，在張居正和譚綸轄下嚴密佈防:310。張居正對戚繼光十份信任，指示他要保持邊境和平，不要主動進攻:567，而戚繼光自己則其實想採取攻勢:164。1571年明朝與蒙古訂立和約。與在沿海平定倭寇相比，戚繼光守衛長城抵禦蒙古人的十五年間，可謂平靜許多。他從一名戰略指揮轉型為一位軍務管理者。他請求徵調一些他在浙江時的舊部:310，朝廷批准把他在浙江訓練的士兵調到薊州，最初員額為三千人，後來擴充至二萬。由於北方士兵質素極不理想，戚繼光還是主要信賴來自南方的舊部:159、161。1573年，蒙古土蠻與俺答曾侵犯邊境，戚繼光領兵截擊。蒙古人因畏於戚繼光守邊，此後不敢再進犯薊州:126。
戚繼光屢受封賞，1570年，他獲任命為右都督，1571年長城塔樓基本竣工，他接任世襲登州衛千戶。1574年，升任明朝最高軍職左都督，七年後加封錦衣衛百戶、少保兼太子太保。戚繼光到任前，薊州十五年間換了八任總兵，而戚繼光擔任薊州總兵則長達14年之久，除了因為他有軍事才幹外，也因為他在朝廷有兵部尚書譚綸及首輔張居正為後盾。:310-311

### 晚年
1582年張居正逝世，戚繼光因與張居正關係密切而得罪明神宗。大臣提醒明神宗，戚繼光是宮門外的猛獸，只聽命於張居正，別人無法節制:142、168。張居正逝世後不到六個月，戚繼光遭受彈劾而被罷免，回到登州:311，後來調為廣東總兵，官階依舊，但失去了拱衛京師的重要地位。1585年他被參劾，被明神宗免職:165。戚繼光罷官居家後，很少朋友仍然和他來往。他積蓄甚少，晚年一貧如洗，甚至醫藥費不繼:165-166。1588年，有監察御史上疏建議重新起用戚繼光，受明神宗駁回和責罰。3個月後，:142戚繼光在登州家中辭世，死後汪道昆為他撰寫墓志銘:311。

## 軍政

### 針對倭寇

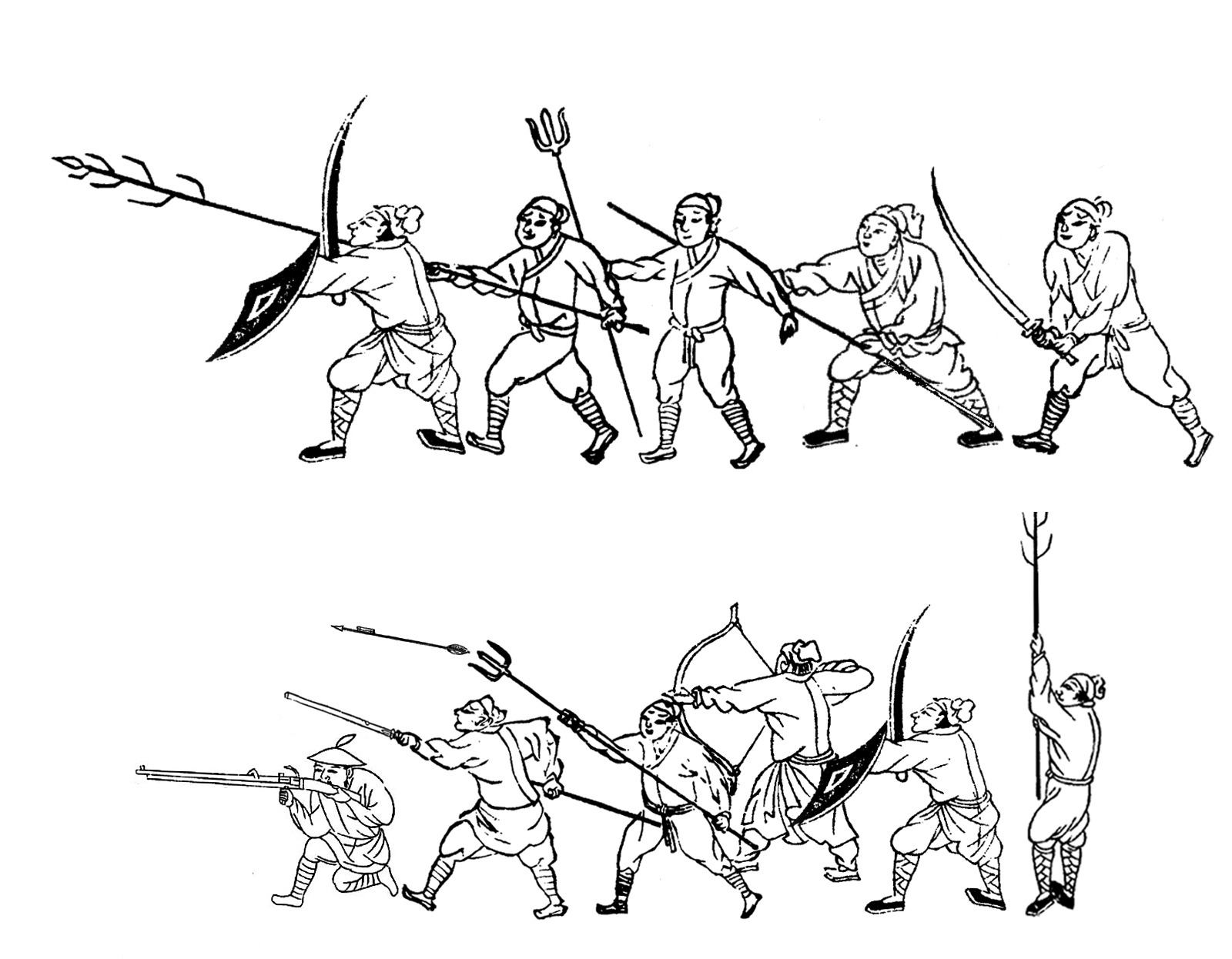
鴛鴦陣圖示

戚繼光在浙江建立戚家軍，建軍方案有條不紊，他宣佈招兵方法，規定月餉數額，擬定職務分配的原則，確定官兵的職責，統一武器規格，頒發旗幟金鼓以便通訊等等。他確立嚴厲軍法，實行連坐法，一人退卻則一人斬首，全隊退卻則隊長斬首，隊長殉職而全隊退卻則全隊斬首:144。士兵由此培養出同生死、共勝敗的精神:308。士兵擅自離開小便會被罰以割去耳朵。戚繼光治軍賞罰分明，其部下每人年餉銀10兩:151、171，軍餉大體與農村短工收入相等，但另設重賞，一個敵人首級賞額白銀30兩。他只招募農民而不收城市人，因後者多狡猾無賴，不能奮勇殺敵，往往臨陣逃脫。凡臉色白晢，眼神輕靈、動作輕快的人一概擯諸門外:155。
1559年，戚繼光在浙江練兵時創立「鴛鴦陣」，每隊由12名士兵組成:308，分工合作，密切配合。在不同戰情或地形下，一隊可以一分為二。每隊隊長一人，伙兵一人，戰士十人，其中四人操長槍，為攻擊主力，前面有四名士兵，右方士兵持大而長的藤牌，左方士兵持小而圓的藤牌，之後有兩名士兵手執狼筅。長槍手之後，有二名士兵帶钂鈀。右方持大藤牌的士兵，主要任務是保持既得位置，穩定本隊陣腳，左邊持圓藤牌的士兵則要匍匐而進，在牌後擲出標槍，引誘敵人離開有利防御的位置。如果引誘成功，後面兩個士兵以狼筅掃倒敵人，然後讓手持長槍的伙伴一躍而上刺死敵人。手持钂鈀的士兵則負責保護本隊後方，警戒側翼，必要時支持前方伙伴，構成第二線的攻擊力。鴛鴦陣同時配備長兵器和短兵器，接戰時，長12尺的長槍是有效的攻擊武器，但必須和敵人保持相當距離，如果敵人已進入槍杆距離之內，長槍即形同作廢:152-153。手持狼筅的士兵不需特別技術，只要臂力夠大就勝任:155。當時明軍士兵的長槍常被倭寇用倭刀砍斷，戚繼光為了對付倭刀，便採用以竹竿所製、堅硬的狼筅，效果甚佳。此後明軍開始普遍使用這種兵器:105。戚繼光很重視倭刀的威力，也給自己的軍隊裝備了倭刀:44。
戚繼光訓練的部隊，分為營、總、官、哨、隊五級，十二人為一隊，四隊為一哨，四哨為一官，四官為一總，四總為一營，一營將士3072人。實戰時，視乎敵人多寡強弱，隨時調整，有時四級，有時三級:136。他嚴格訓練士兵的武藝，要士兵互相切磋，練習跑步以鍛練體力；訓練時要士兵操持較重的武器，使他們上陣時使用兵器更為純熟:147。他深知倭寇戰鬥力強，要以五對一的優勢迎敵。戚繼光為部下配備少數火銃與火炮:308-309，他知道火器的威力，但在實戰中不依賴火器。當時明朝所造的鳥銃品質太差，銃管常會炸裂，以致士兵提心吊膽，不敢雙手握銃以作瞄準，有的鉛彈與火炮口徑尺寸不合，有的火炮導火線無法燃點。因此戚繼光只把火器應用於有限範圍。後來他為每隊步兵配備鳥銃二枝:153-154，規定銃手必須出發前領取足夠彈藥，臨陣時假稱用完彈藥，以畏敵論罪:148。
明朝官員對應在陸上還是在海上迎擊倭寇意見分歧，戚繼光傾向在陸上迎敵，他建立三層防禦體系，在福建沿海小島建立哨站，大軍戍守主要城市，他自己則指揮一支高度機動的軍隊，一聞警報便立即趕赴:309。他在城鎮四面重要路口設下哨兵，每處三或五人，日夜值班，遇有敵情，以火銃和火把作出警報，警戒嚴密，使敵人無法突襲:139。戚繼光作戰時顧慮精密，臨陣前兩三天，戚繼光就派兵偵察敵情，要每兩小時報告一次。地圖用紅黑兩色繪製，有時甚至用泥土塑成地形模型。他以一串740粒珠子的捻珠計時，以掌握準確時間:156。

### 針對蒙古

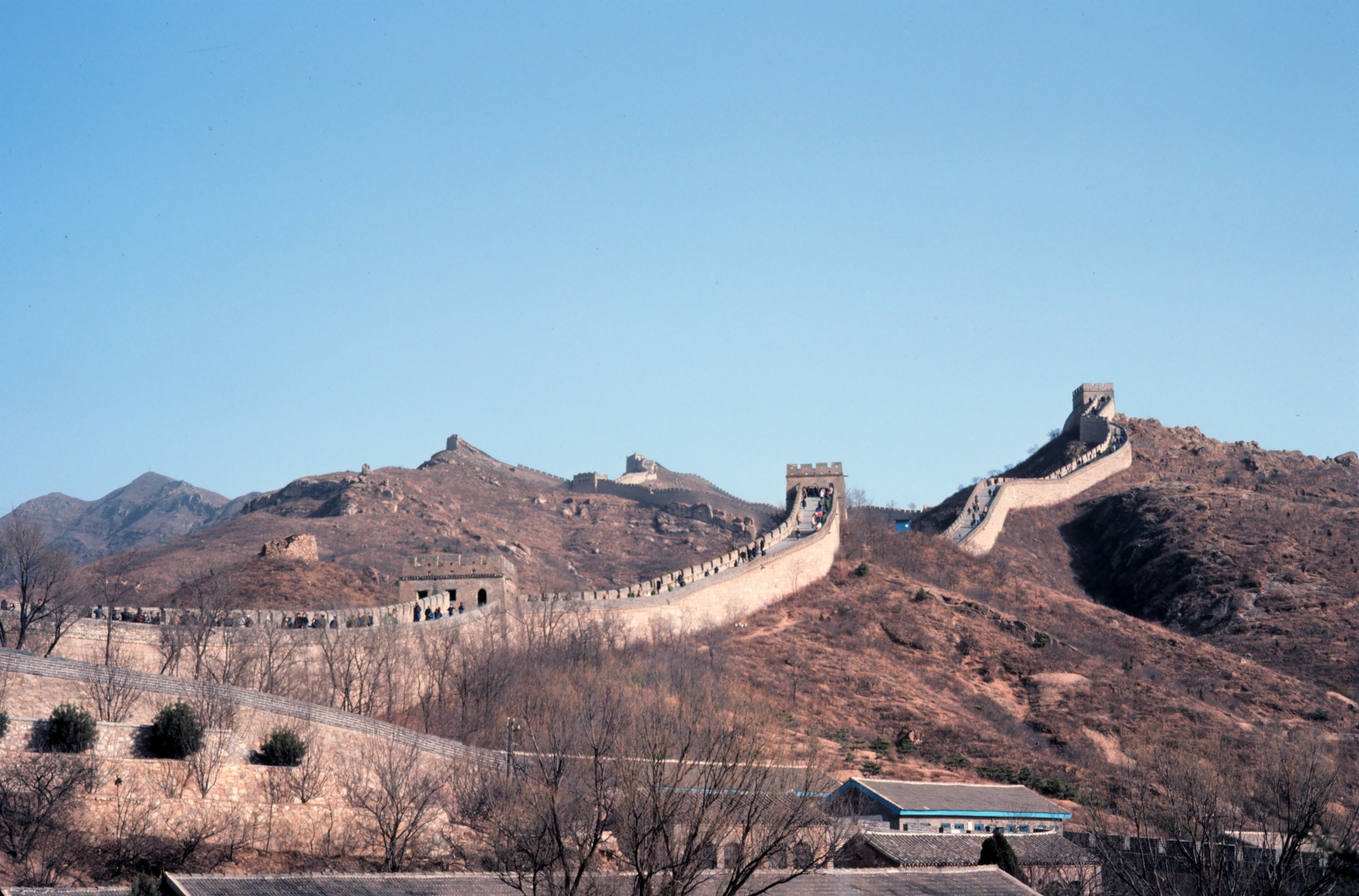
戚繼光加固薊州一帶長城

在薊州防守時，戚繼光引入戰車以對付蒙古騎兵。這種戰車的車箱沒有箱板，而是有八片可以折疊的屏風，共長15尺（5米），平時放在車轅上，作戰時打開樹立在一邊車輪之後。幾十輛戰車可以並肩銜接，擺成或圓或方的防御據點。一輛戰車裝備大口徑火槍「佛朗機」兩門，以青銅或鐵鑄，長三至七尺不等，口徑小於二寸，從炮口裝入鉛彈，最大型的佛朗機射程為二千尺（大约600米）。佛朗機和鳥銃都在戰車上屏風後開火，屏風開洞作為鉛彈出口，敵軍進入250尺或500尺範圍才開火:161、173。士兵20人配備戰車一輛，其中10人直接附屬戰車，施放佛朗機:161，另外10人是「殺手」，以藤牌、钂鈀和長刀迎敵。殺手和戰車距離保持在25尺以內，殺手前進，戰車也隨之推進。其他步兵仍使用鴛鴦陣，稍有差異的是藤牌手應匍匐前進斬砍敵人馬腳，長槍手則挑刺敵軍使之墮馬，竹製的狼筅部份已改為鐵製。迎敵時騎兵先在前方阻擋敵人，讓戰車有充裕時間組成作戰隊形。敵軍逼近，騎兵就退入戰車陣內。軍中也可能攜帶大炮，俗稱「大將軍」，重一千斤，以騾車裝運，放炮時須用大木楔入地面加以固定，不用彈丸，而是以小鐵球和石塊充填，作用是近距離大量殺傷敵軍人馬。火器發揮威力後，步兵就從戰車後衝出攻擊，以喇叭聲音協同動作。當敵人攻勢受挫，隊形散亂，騎兵就從戰車後出擊。這套戰術因明朝與蒙古人議和，實戰經驗無多:162。1571年，戚繼光上奏請求設立車營，四人推車一輛，作戰時結成方陣，騎兵步兵處於其中。他又製作拒馬器，輕巧便利，可遏止敵騎的來襲:126。
戚繼光提議修築長城。北京一帶「邊牆」原本為明初大將徐達所築，戚繼光建議增造堡壘，最初計劃以250人組成一營，每營一年內要建造堡壘70座，薊州全境共建造三千座。後來朝廷批准施工1200座，工程綿延十載才竣工。堡壘標準規格是三層，台頂方12尺，可駐守30至50士兵，建築材料磚石灰泥主要由北方士兵自製，築成後，主要由南兵把守。:163

## 著作

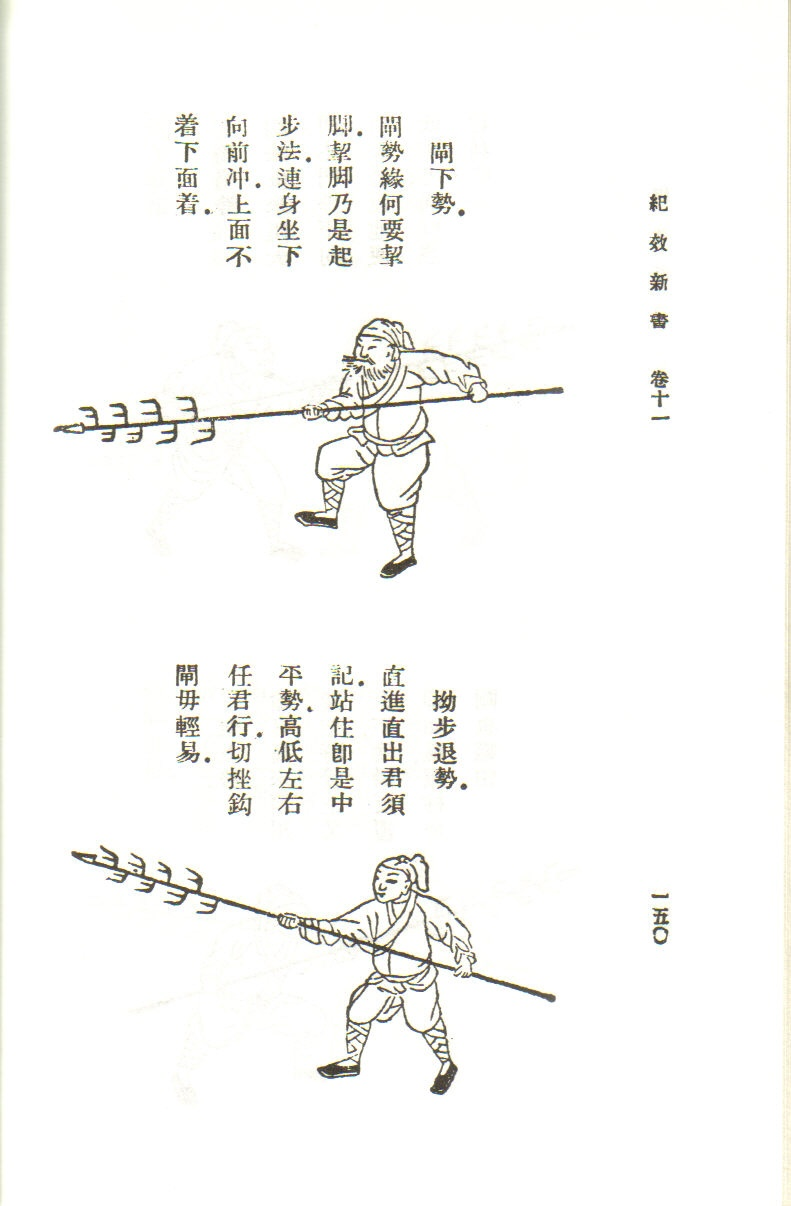
《紀效新書》書影

1560年戚繼光在浙江時，將練兵方法寫成《紀效新書》18卷，1562年由他本人初刊。在籌備薊州防務期間，他編纂了《練兵實紀》9卷及《練兵雜記》6卷，總結他在薊州練兵和守邊的經驗，1571年初刊。戚繼光文集《止止堂集》於1580年左右刊印，除了收錄他的兵書外，還包括其雜記《愚愚稿》2卷和詩文集《橫槊稿》3卷:309-311。其《紀效新書》及《止止堂集》都得到當時文壇領袖王世貞作序。戚繼光的詩歌給人拘束和平庸的感覺，以當時武官標準來說，其文章造詣僅次於俞大猷:164-165。後來戚繼光的兵書多次被刪節或修改，以別名刊印，如《莅戎要略》或《長子心鈐》。他的一些重要奏章收錄於陳子龍的《皇明經世文編》，另有些奏章和詩詞收集於其子戚祚國為他所編的年譜:311-312。

## 家庭
戚繼光在1545年結婚，相當懼內；其妻性情豪邁，1561年曾率兵守衛一個被倭寇包圍的要塞。婚後戚繼光一直沒有子嗣，1563年後他瞞著夫人:311，娶妾三人，生子五人，直到兒子長大成人，其夫人都不知道他們的存在。戚繼光去世前，其夫人離棄了他:166。長子戚祚國生於1567年，三子戚昌國生於1573年，曾任職京城錦衣衛:311。傳說戚繼光第二子因違犯軍法而被他處死:151。

## 地位

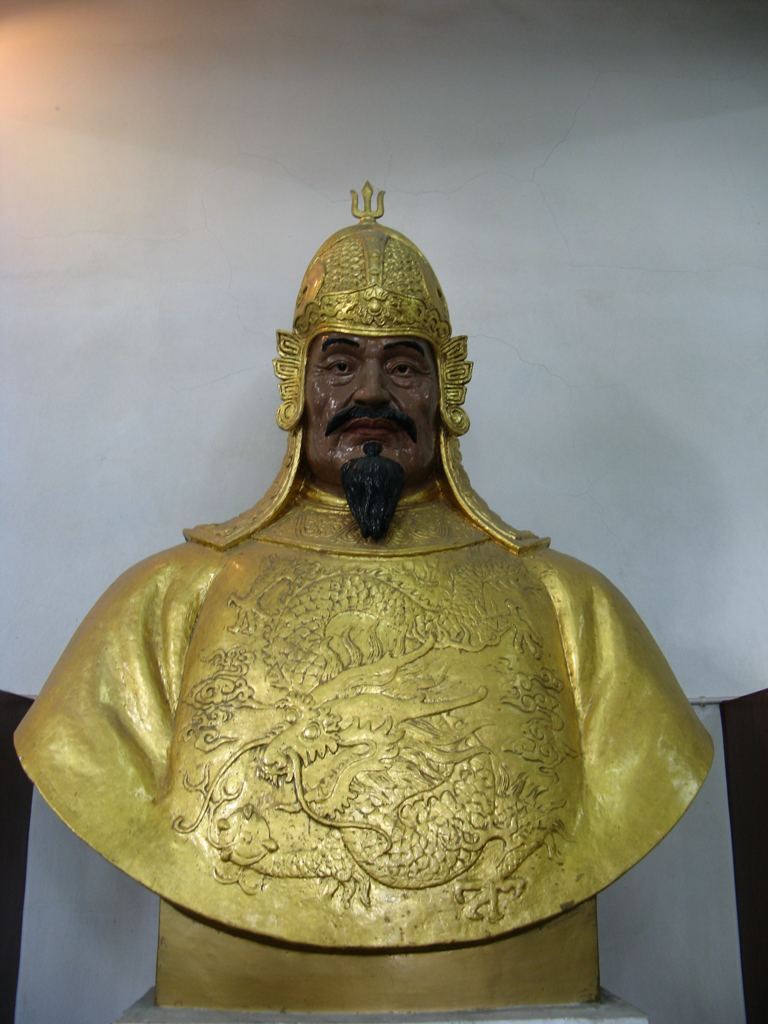
福州戚繼光像

戚繼光被視為明朝當時最有才能的將領，和他同時的將領，沒有人能建立如此輝煌的功業:142、165。他獲封少保兼太子太保，在明代，只有四名武官獲得比他地位更高的太傅頭銜，他也是在明代唯一一位獲封少保的布衣官員。戚繼光卒後30年，朝廷追謚他為「武毅」，在他任職之地都建有祠堂以示紀念，在興化府就有三所。1630年，戚繼光兒子戚昌國上書請求為台州戚公祠賜名，崇祯帝賜其名為「表忠祠」。戚繼光肅清福建的倭寇，當地人在福清縣修建戚公祠。1733年戚公祠重修，1937年日軍侵華時再次重修:309-311。《明史》以他和俞大猷相比，認為他的操行不如俞大猷，但更為果敢剛毅:166。袁世凱推崇戚繼光為中國軍事英雄。戚繼光的兵書被視為兵法經典，多次刊印，曾國藩和蔣介石都強調戚繼光兵書對行軍打仗很重要，蔣介石稱其書是孫子以後最好的兵書:311-312。

## 纪念

### 纪念地
- 中国山东省蓬莱市建有戚继光祠
- 中国浙江省台州市建有戚继光祠
- 中国浙江省玉环市建有戚继光平倭纪念碑

### 影视作品
- 《抗倭侠侣》，2014年中国大陆古装戏
- 《戚继光》，2014年中国大陆动画片
- 《抗倭英雄戚继光》，2015年中央电视台电视剧
- 《蕩寇風雲》，2017年电影
- 《大明王朝1566》，2006年电视剧

### 軍艦
- 中華民國海軍成功級巡防艦3號艦繼光號巡防艦（PFG-1105）是一艘以戚继光來命名的軍艦
- 中国人民解放军海军680型训练舰首舰戚继光号，舷号83，以戚继光来命名。戚继光号满载排水量9000吨，是中国海军吨位最大、现代化水平最高的专业训练舰。

## 參看
- 戚继光牌坊（父子总督坊与母子节孝坊）
- 戚继光墓
- 蓬萊水城
- 光餅
- 鹹光餅
- 鼎邊糊
- 三合麵
- 土筍凍
- 戚林八音

## 延伸閱讀
- 王兆春.  (PDF). 《軍事歷史研究》. 1987, 3: 188–198  [2017-11-01]. （原始内容存档 (PDF)于2017-11-07） （中文（简体））.
- 李鵬青.  (PDF). 《軍事歷史研究》. 1989, 3: 117–127  [2017-11-01]. （原始内容存档 (PDF)于2017-11-07） （中文（简体））.
- 王聯斌.  (PDF). 《軍事歷史研究》. 1996, 4: 169–177  [2017-11-01]. （原始内容存档 (PDF)于2017-11-07） （中文（简体））.